# Orthos
Orthos (în greaca veche Ὀρθός) era în mitologia greacă un câine monstruos cu două capete, al lui Geryon.
Formă alternativă Orthrus, conform Micului dicționar mitologic greco-roman.